# Platyrrhinus nitelinea
Platyrrhinus nitelinea — вид родини листконосові (Phyllostomidae), ссавець ряду лиликоподібні (Vespertilioniformes, seu Chiroptera).

## Морфологія
Тварина середнього розміру, із загальною довжиною між 84 і 90 мм, довжина передпліччя між 56,8 і 58,4 мм, довжина стопи від 14 до 17 мм, довжина вух між 22 і 23 мм.
Шерсть довга, окремі волоски двоколірні. Спинна частина чорнувата з великою білою спинною смугою, яка простягається від області між плечей до крижів, черевна частина чорнувата. Морда коротка і широка. Лист носа добре розвинений, ланцетоподібний, передня частина частково приєднана до верхньої губи. Дві жовті-коричневі смуги присутні на кожній стороні лиця. Є два довгі вуса на щоках. Вуха широкі, трикутні, широко розділені. Вид не має хвоста.

## Середовище проживання
Цей вид поширений в західно-центральній Колумбії і південно-західному Еквадорі.

## Загрози та охорона
Цей вид, будучи виявлений лише недавно, досі не піддавався будь-якій політиці збереження.